# Осем герои
„Осем герои“ (на английски: Eight Below) е драматичен приключенски филм с участието на Пол Уокър. Посветен е на изследователите на Антарктика и най-вече на техните прекрасни кучета с удивителен дух. Направен е по истински случай.

## Сюжет
Във филма се разказва за Джери Шепърд (Пол Уокър) и осем невероятни и умни кучета, чийто опитен водач е Мая – любимката на Джери. Получава се така, че Джери оставя кучетата сами в Антарктика за 6 месеца. Две от тях умират, но въпреки че има много пречки Джери да се върне да ги вземе, той се връща и филмът завършва с щастлив край.

## В България
В България филмът е излъчен на 30 януари 2010 г. по Нова телевизия с български войсоувър дублаж на „Александра Аудио“. Екипът се състои от:
| Озвучаващи артисти     | Георги Стоянов Иван Петков Стефан Сърчаджиев-Съра Милица Гладнишка |
| Изпълнителен продуцент | Васил Новаков                                                      |
| Тонрежисьор            | Йоанна Йорданова                                                   |
| Режисьор на дублажа    | Десислава Софранова                                                |